# Huitchaca
Huitchaca är en ort i Mexiko.   Den ligger i kommunen Etchojoa och delstaten Sonora, i den västra delen av landet, 1 400 km nordväst om huvudstaden Mexico City. Huitchaca ligger 18 meter över havet och antalet invånare är 624.
Terrängen runt Huitchaca är mycket platt. Runt Huitchaca är det ganska tätbefolkat, med 58 invånare per kvadratkilometer. Närmaste större samhälle är Huatabampo, 7,9 km sydost om Huitchaca. Trakten runt Huitchaca består till största delen av jordbruksmark.